# Associazione Sportiva Cecina 1988-1989
Questa pagina raccoglie le informazioni riguardanti l'Associazione Sportiva Cecina nelle competizioni ufficiali della stagione 1988-1989.

## Rosa
| N. |                   | Ruolo | Calciatore            |
| -- | ----------------- | ----- | --------------------- |
|    | Italia (bandiera) | A     | Umberto Bracciali     |
|    | Italia (bandiera) | D     | Alessandro Caioni     |
|    | Italia (bandiera) | A     | Walter Cardinali      |
|    | Italia (bandiera) | C     | Daniele Castorani     |
|    | Italia (bandiera) | D     | Marco Cei             |
|    | Italia (bandiera) | P     | Corrado Ciolli        |
|    | Italia (bandiera) | D     | Filippo Cioni         |
|    | Italia (bandiera) | D     | Enrico De Matola      |
|    | Italia (bandiera) | C     | Francesco Filippeschi |
|    | Italia (bandiera) | C     | Luciano Gronchi       |
|    | Italia (bandiera) | D     | Michele Guzzardo      |

| N. |                   | Ruolo | Calciatore           |
| -- | ----------------- | ----- | -------------------- |
|    | Italia (bandiera) | A     | Giacomo Lorenzini    |
|    | Italia (bandiera) | A     | Marcello Malfi       |
|    | Italia (bandiera) | C     | Massimo Mancini (I)  |
|    | Italia (bandiera) | C     | Stefano Mancini (II) |
|    | Italia (bandiera) | C     | Valerio Martinelli   |
|    | Italia (bandiera) | C     | Rinaldo Nanni        |
|    | Italia (bandiera) | P     | Fabio Quirini        |
|    | Italia (bandiera) | C     | Alessio Ranieri      |
|    | Italia (bandiera) | D     | Marco Taffi          |
|    | Italia (bandiera) | C     | Simone Tortelli      |
|    | Italia (bandiera) | D     | Eugenio Zangrillo    |